# Moltke-Stein (Laboe)
Der Moltke-Stein auf dem Gelände des Marine-Ehrenmals Laboe ist ein Granitfindling mit zwei Inschriften zur Erinnerung an den preußischen Generalfeldmarschall Helmuth Karl Bernhard von Moltke.

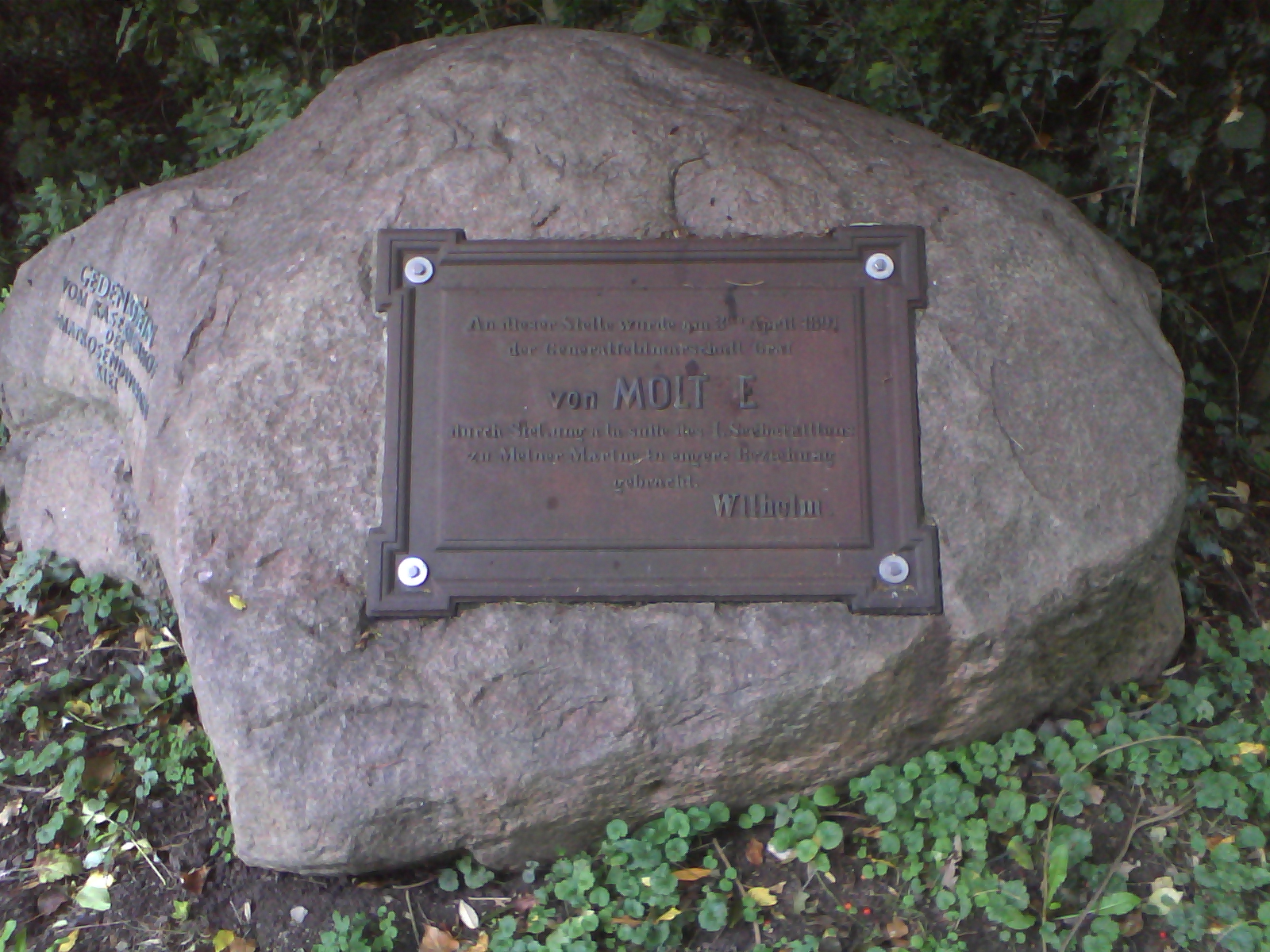
Der Moltke-Stein auf dem Gelände des Marine-Ehrenmals Laboe (2022)

Der von den Erdarbeiten beim Bau des Nord-Ostsee-Kanals herrührende Granitfindling wurde nebst einer Eiche zunächst im Hof der Kasernenanlage in der Brunswik in Kiel aufgerichtet (heute befinden sich dort die Gelehrtenschule und die Feldstraße). Anlass war eine dort am 3. April 1891 abgehaltene Parade, an der die I. Marinedivision, die 1. Matrosen-Artillerieabteilung, das I. Seebataillon, die 1. Torpedo-Abteilung, die Besatzung der Panzerkorvette Bayern und das III. Bataillon des Infanterieregiments Nr. 85 beteiligt waren und die von Kaiser Wilhelm II. und Graf von Moltke abgenommen wurde, wobei Graf von Moltke von Wilhelm II. dem I. Seebataillon à la suite gestellt (ehrenvoll aufgenommen) wurde, was auf einer auf dem Granitfindling befestigten Bronzetafel mit folgenden Worten vermerkt wurde:

„An dieser Stelle wurde am 3ten April 1891

der Generalfeldmarschall Graf

von MOLTKE

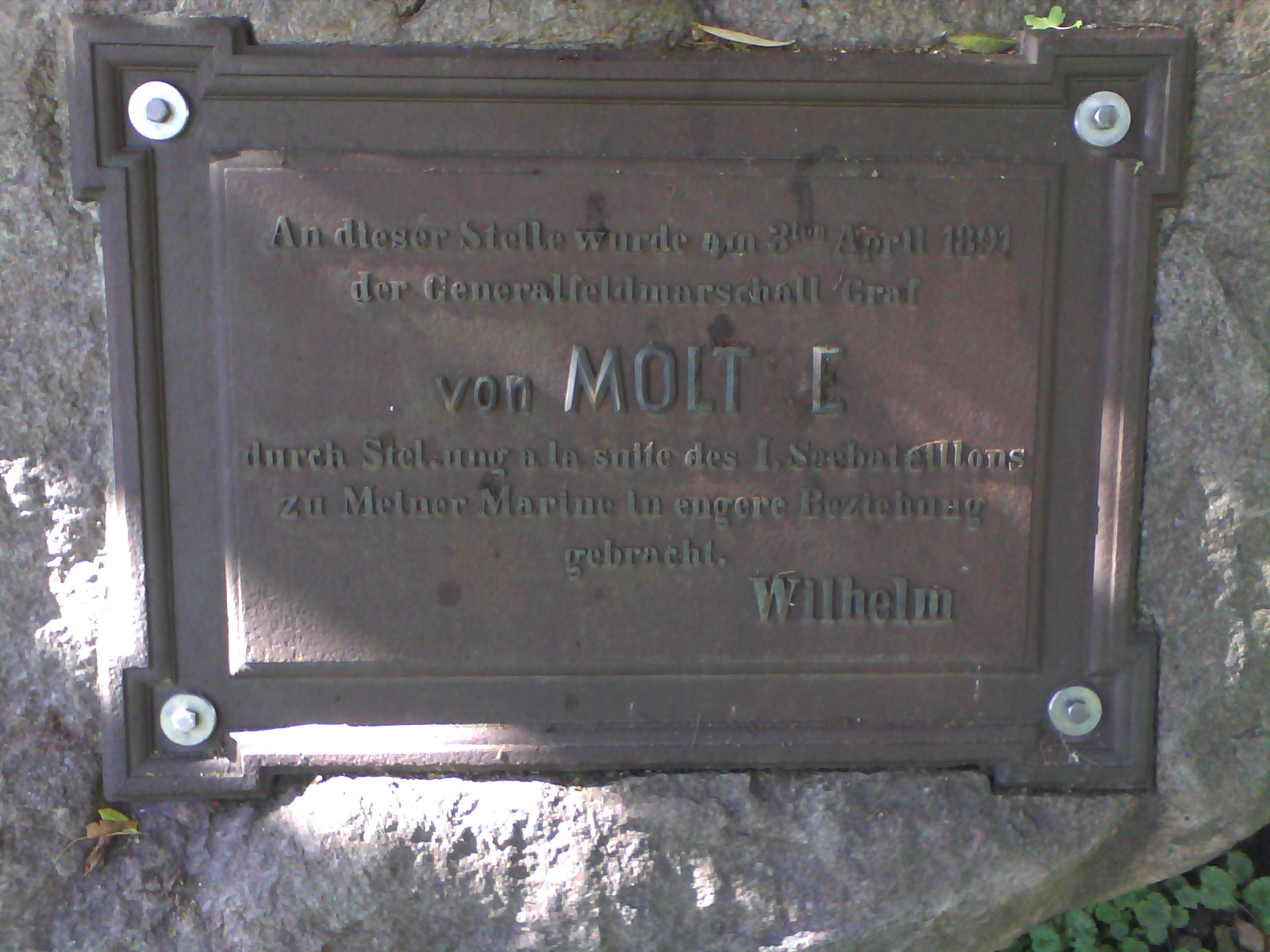
Erste Inschrift des Moltke-Steins in Laboe (2022)

durch Stellung à la suite des I. Seebataillons

zu Meiner Marine in engere Beziehung

gebracht.

WILHELM“

Nach der Zerstörung der Kasernenanlage am Ende des Zweiten Weltkrieges sollte der Gedenkstein bei der Neuanlage der Feldstraße über den ehemaligen Kasernenhof etwa Ende der 1950er Jahre eigentlich gesprengt werden. Auf Initiative des Admirals Werner Fuchs und des Obersts der Luftwaffe Hellmuth Brembach wurde er aber durch eine Bundeswehreinheit an die östliche Grundstücksgrenze des Geländes des Marine-Ehrenmals Laboe gebracht, was durch die weitere Inschrift

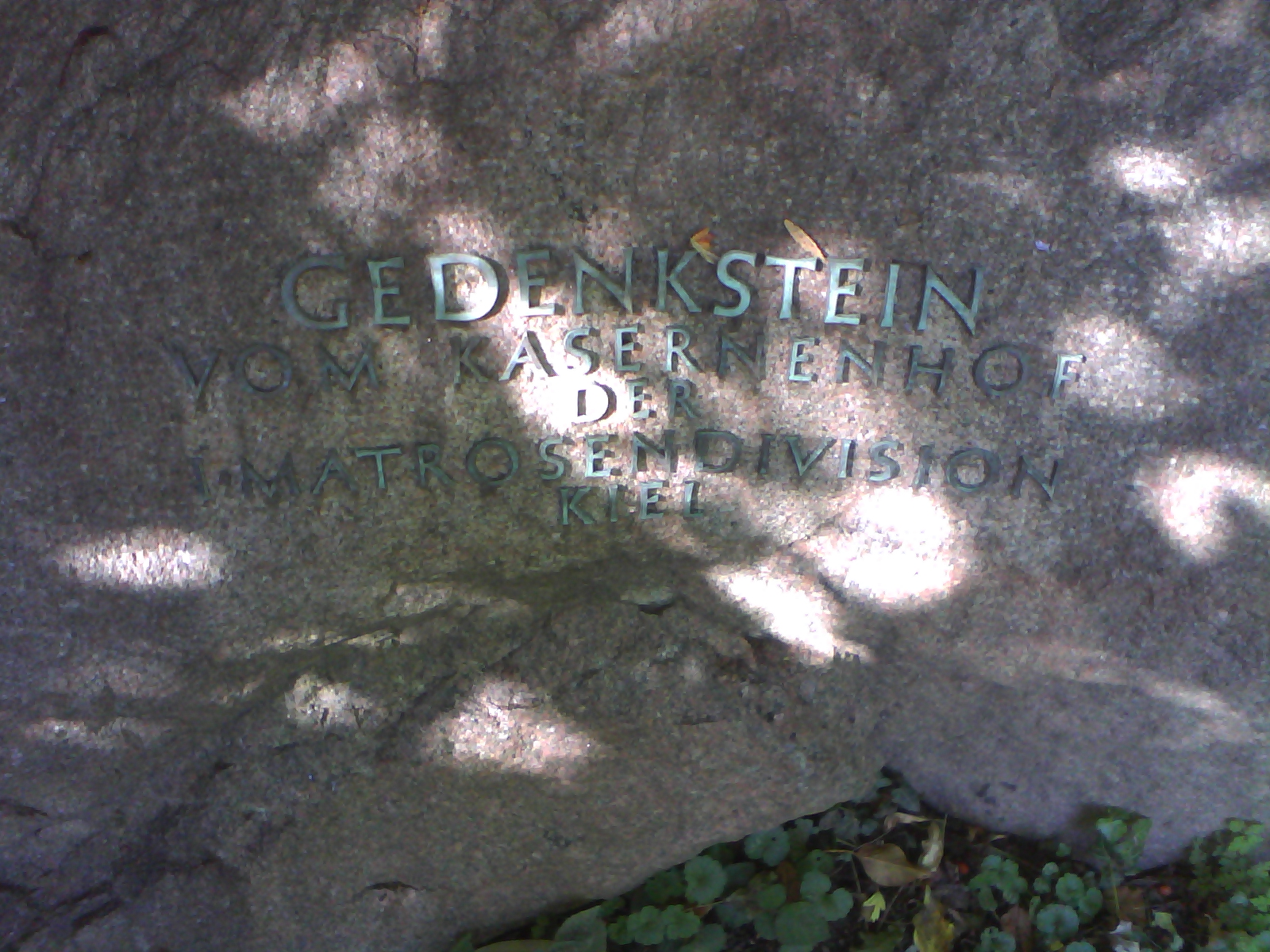
Zweite Inschrift des Moltke-Steins in Laboe (2022)

„GEDENKSTEIN

vom Kasernenhof

der

I. Matrosendivision

Kiel“

vermerkt wurde.

## Quelle
- Albert Nitzschke: Das Marineehrenmal Laboe und der „Moltke-Stein“, S. 5–11 einer Marine-Kameradschaft-Zeitschrift aus den 1970er Jahren (lag nur als Kopie vor).

Koordinaten: 54° 24′ 37,5″ N, 10° 13′ 58″ O